# 한국기조연맹
한국기조연맹은 낚시 동호인의 기술향상 및 권익보호, 회원상호간의 교류를 통해 건전한 낚시문화정착, 환경보호를 통해 아름답고 오염되지 않은 자연을 후대에게 물려주고자 하는 정신정착을 목적으로 2010년 6월 17일 설립된 대한민국 농림수산식품부 소관의 사단법인이다. 사무실은 광주광역시 서구 쌍촌동 976-5번지에 있다.